# Raúl Bentancor
Raúl Higino Bentancor Ferraro (11 stycznia 1930, zm. 3 maja 2012) – piłkarz urugwajski, napastnik. Później trener.

## Piłkarz
Urodzony w Montevideo Bentancor karierę piłkarską rozpoczął w 1947 roku w klubie Danubio FC.
Jako piłkarz klubu Danubio wziął udział w turnieju Copa América 1953, gdzie Urugwaj zajął trzecie miejsce. Bentancor zagrał w trzech meczach - z Boliwią, Brazylią (w 74 minucie zmienił na boisku Waltera Morela) i Peru (w 61 minucie wszedł na boisko za Waltera Morela).
W klubie Danubio Bentancor grał do 1957 roku - rozegrał w nim łącznie 280 meczów. W 1958 roku był graczem klubu Montevideo Wanderers.
W 1959 roku Bentancor przeniósł się do Brazylii, do klubu Sport Recife. Razem z klubem Sport dwa razy z rzędu zdobył tytuł mistrza stanu Pernambuco - w 1961 i 1962 roku. W klubie Sport grał do końca kariery w 1963 roku.

## Trener
Po zakończeniu kariery piłkarskiej Bentancor został trenerem. W Brazylii pracował w klubach Sport, Central Caruaru, América Recife, Treze Campina Grande i Vitória Salvador. W latach 1965–1970 był trenerem klubu Galícia Salvador.
Po powrocie do Urugwaju pracował w latach 1971–1972 w klubie Danubio, w 1973 w CA Bella Vista, a w latach 1975–1976 w znów w Danubio.
W 1977 roku przejął od Juana Hohberga reprezentację Urugwaju seniorów, z którą dokończył eliminacje do finałów mistrzostw świata w 1978 roku. Pod jego kierownictwem Urugwaj wygrał u siebie 2:0 z Wenezuelą i zremisował 2:2 z Boliwią, co oznaczało, że nie awansował do finałowej fazy eliminacji.
Reprezentacją seniorów opiekował się do 1979 roku, kiedy to posadę przejął po nim Roque Máspoli. Następnie prowadził młodzieżową reprezentację Urugwaju podczas młodzieżowych mistrzostw świata w 1979 roku. Kierowana przez niego drużyna wygrała wszystkie mecze grupowe bez straty bramki - 5:0 z Gwineą, 2:0 z Węgrami i 1:0 z ZSRR. Następnie w ćwierćfinale pokonała 1:0 po dogrywce Portugalię. Urugwaj przegrał 0:2 walkę o finał z Argentyną, po czym w meczu o trzecie miejsce zremisował po dogrywce 1:1 z Polską i zajął trzecie miejsce w turnieju dzięki lepiej wykonywanym rzutom karnym.
W 1980 roku Bentancor ponownie pracował w klubie Bella Vista, a w 1981 roku z młodzieżową reprezentacją Urugwaju. W latach 1982–1983 kolejny raz trenował zespół Bella Vista, w 1985 roku trenował drużynę klubu Danubio, a w 1986 znów trenował młodzieżową reprezentację Urugwaju. Na koniec kariery trenerskiej wyjechał do Kostaryki, gdzie w latach 1987–1988 pracował z drużyną klubu Deportivo Saprissa.